# Clathria rosetafiordica
Clathria rosetafiordica är en svampdjursart som beskrevs av Hajdu, Desqueyroux-Faúndez och Willenz 2006. Clathria rosetafiordica ingår i släktet Clathria och familjen Microcionidae. Inga underarter finns listade i Catalogue of Life.